# مردی که رنگین‌کمان را می‌گیرد
مردی که رنگین‌کمان را می‌گیرد (به ژاپنی: 虹をつかむ男)، (به انگلیسی: The Man Who Grabs the Rainbow) یک مجموعه فیلم کمدی با بازی توشی‌یوکی نیشیدا و کارگردانی یوجی یامادا است. دو فیلم در سال‌های ۱۹۹۶ و ۱۹۹۷ تولید و اکران شد.

## تاریخچه ساخت سریال
شوچیکو قرار بود چهل و نهمین قسمت از «اوتوکو وا تسورای یو»، «اوتوکو وا تسورای یو توراجیرو هاناهنرو» را از پاییز ۱۹۹۶ فیلمبرداری کند. اما در ۴ اوت همان سال کیوشی آتسومی بازیگر نقش «توراجیرو کوروما» درگذشت و تولید آن متوقف شد و سریال «اتوکو و تسورایو» به پایان رسید. «مردی که رنگین کمان را می‌گیرد» در تاریخ ۲۶ سپتامبر ۱۹۹۶ به یاد آتسومی اعلام شد و با بازیگران «توراجیرو هاناهنرو» تقریباً بدون تغییر تولید شد.。
این مجموعه با دو فیلم به پایان رسید، اما از سال ۱۹۸۸، به عنوان جایگزینی برای «مرد بودن سخت است»، سریال «دفتر خاطرات احمق ماهیگیری» با بازی  توشی‌یوکی نیشیدا که همراه با «مرد بودن سخت است» به نمایش درآمده بود، تبدیل به تابلوی آثار شوچیکو بود.